# Centre Recreatiu Llersenc
El centre Recreatiu Llersenc és un edifici de Llers (Alt Empordà) inclòs a l'Inventari del Patrimoni Arquitectònic de Catalunya.

## Descripció
És dins del nucli urbà de la població de Llers, a la banda de llevant del nucli antic de la vila, formant cantonada entre la plaça del Ramal i el carrers de la Força i Ramal.
És un edifici cantoner de planta més o menys rectangular, amb la coberta plana i distribuït en planta baixa i pis. La façana orientada a la plaça presenta obertures rectangulars amb els emmarcaments arrebossats. La part destacable és el coronament, donat que és esglaonat i està decorat amb una motllura i motius ornamentals a manera d'acroteris. La façana orientada al carrer de la Força és completament diferent a l'anterior. A l'extrem de migdia del parament hi ha un portal d'arc de mig punt adovellat amb els brancals fets de carreus. Destaca el baix relleu de la clau, que representa un cavaller. A continuació hi ha tres portals més d'obertura rectangular, emmarcats amb carreus de pedra. El primer té la llinda rectangular gravada amb la següent inscripció: "FRANCESCH ROLLENS 1638". A la llinda del segon portal hi ha la representació en baix relleu d'una dama i l'any 1560, probablement. La tercera obertura també presenta la representació d'una testa humana, tot i que degradada. És probable que les testes de la dama i el cavaller corresponguin als promotors que feren aixecar el casal original. A l'extrem de tramuntana del parament hi ha dos portals rectangulars més emmarcats amb carreus de pedra. Al pis hi ha quatre finestres rectangulars també emmarcades en carreus de pedra, amb les llindes planes i, dues d'elles, amb els ampits motllurats.
La construcció està arrebossada i pintada.

## Història
Amb la fi de les guerres remences a finals del segle xv, va començar un procés de creixement progressiu al poble de Llers. Aquest creixement va quedar constatat en la reconstrucció de les cases dins del recinte de la Força i les noves construccions fora d'aquest. L'accés al recinte jussà del castell es realitzava per un únic portal, a prop d'on es va construir la casa de Francesch Rotllan, vers el segle xvi, com ho testimonia la llinda on s'aprecia l'any 1560, possiblement l'any de construcció de la casa i d'una altra llinda amb l'any 1638, data que fa referència a una de les reformes posteriors de la casa.
Als inicis del segle xx, la casa fou reconvertida en centre recreatiu destinat al lleure, canviant la fisonomia de la façana principal.